# گابی نونز
گابی نونز (انگلیسی: Gabi Nunes؛ زادهٔ ۱۰ مارس ۱۹۹۷) بازیکن فوتبال اهل برزیل است.
وی همچنین در تیم‌های ملی فوتبال Brazil women's national under-17 football team, Brazil women's national under-20 football team، و زنان برزیل بازی کرده‌است.